# U 306
U 306  war ein deutsches U-Boot des Typs VII C. Es wurde von der Kriegsmarine während des U-Boot-Krieges im Zweiten Weltkrieg im Nord- und Mittelatlantik eingesetzt.

## Technische Daten
Die Lübecker Werft der Flender Werke AG war durch den Z-Plan der Kriegsmarine bereits vor Kriegsbeginn in das deutsche U-Bootbauprogramm eingebunden. Der Erste Bauauftrag über Boote des Typ VII C erging im Januar 1939. U 306 gehörte zum fünften Bauauftrag, der an diese Werft erging. Er umfasste insgesamt vier U-Boote, alle vom Typ VII C. Ein solches Boot hatte eine Verdrängung von 761 m³ über und 865 m³ unter Wasser, war 67,1 m lang und 6,2 m breit und hatte einen Tiefgang von 4,8 m. Die zwei 1400 PS starken Dieselmotoren erbrachten eine Überwassergeschwindigkeit von 17 kn, das entspricht 31,5 km/h. Unter Wasser wurde ein VII C–Boot von zwei Elektromotoren mit je 375 PS angetrieben, die eine Geschwindigkeit von 7,6 kn – also 14 km/h – ermöglichten. U 306 trug das Wappen von Kassel, der Patenstadt des Bootes und zusätzlich ein österreichisches Wappen und ein Hufeisen mit einem Kleeblatt am Turm.

## Kommandant
Claus von Trotha wurde am 25. März 1914 in Köln geboren und trat 1936 in die Kriegsmarine ein. Bei Kriegsbeginn diente er als Wachoffizier auf dem Zerstörer Z 2 Georg Thiele, danach auf einem Torpedoboot. Im Anschluss an seine U-Bootausbildung, die er im April 1941 abschloss, fuhr er als Wachoffizier auf U 81. Von Februar bis September 1942 kommandierte Claus von Trotha das Schulboot U 554. Im Anschluss erhielt er das Kommando auf U 306. Am 1. April 1943 wurde Claus von Trotha zum Kapitänleutnant befördert.

## Einsatz und Geschichte
Bis zum 28. Februar 1943 gehörte U 306 zur 8. U-Flottille und war in Danzig stationiert. In dieser Zeit unternahm Kommandant von Trotha Ausbildungsfahrten in der Ostsee zum Training der Besatzung. Am 25. Februar brach er von Kiel aus zu seiner ersten Feindfahrt mit U 306 auf. Vorgesehenes Operationsgebiet war das Seegebiet südlich Islands. Am 1. März 1943 wurde das Boot der 1. U-Flottille zugeteilt, in deren Stützpunkt, den besetzten nordfranzösischen Atlantikhafen Brest, U 306 am 9. Mai 1943 einlief.

### SeeteufelundMeise
Auf dieser Unternehmung war das Boot der U-Bootgruppe Seeteufel zugeteilt. Es gelang Kommandant von Trotha Mitte März den alliierten Geleitzug ONS 1 aufzuspüren und nach den Maßgaben der von Karl Dönitz entwickelten Rudeltaktik weitere deutsche U-Boote an den Konvoi heranzuführen. In einem aufkommenden Schneesturm gelang es den Schiffen von ONS 1 jedoch erfolgreich, der U-Bootgruppe Seeteufel auszuweichen und zu entkommen.  Im April wurde U 306 der U-Bootgruppe Meise zugeteilt. Am 21. April spürte Kommandant von Trotha einen weiteren Geleitzug auf, es war HX 234, der aus 43 Handelsschiffen bestand, die von sieben Kriegsschiffen gesichert wurden. Die Signale von U 306 führten sechs weitere U-Boote an den Geleitzug heran. Da es den britischen Streitkräften gelang, die deutschen Funksignale durch Huff-Duff einzupeilen, versuchten sie, den Konvoi durch eine bald eintreffende effiziente Luftsicherung vor Angriffen zu schützen. Es gelang Kommandant von Trotha ein Schiff zu versenken und ein weiteres zu beschädigen:
- 22. April 1943 amerikanischer Frachter Amerika mit 10.218 BRT durch Torpedo versenkt
- 23. April 1943 britischer Frachter Silvermaple mit 5.313 BRT durch Torpedo beschädigt[7]

### U-Boot gegen Geleitzug

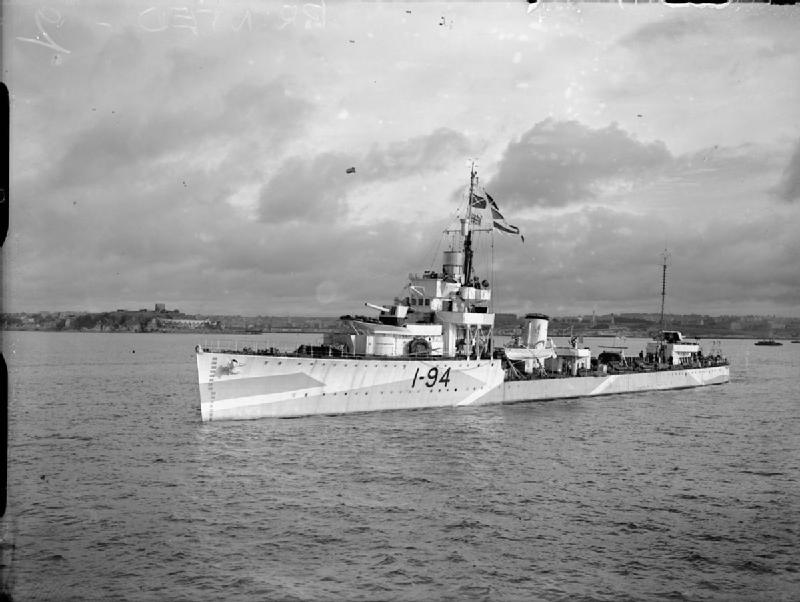
Die Whitehall war an der Versenkung von U 306 beteiligt

Von Brest lief U 306 am 10. Juni zu seiner zweiten Unternehmung aus.  Als Operationsgebiet waren eigentlich von Seiten der U-Bootführung die Gewässer vor der amerikanischen Ostküste vorgesehen. Aber Kommandant von Trotha hatte seine Befehle anders interpretiert, Dakar angesteuert und befuhr nun mit seinem Boot das Seegebiet zwischen den Kanaren und Freetown, wo alliierte Geleitzüge zusammengestellt wurden. Am 16. Juli entdeckte Kommandant von Trotha den südwärts laufenden Geleitzug SL 133. Im Laufe des Morgens griff U 306 diesen Konvoi mehrmals an. Am 18. Juni meldete Kommandant von Trotha, er habe „sicher“ vier Schiffe mit 27.000 BRT und vermutlich auch ein weiteres versenkt. Die Auswertung der alliierten Unterlagen ergab, dass lediglich ein Schiff beschädigt wurde. 
- 16. Juli 1943 britischer Dampfer Kaipara mit 5.882 BRT durch Torpedo beschädigt

Auf der Rückfahrt vom Einsatzgebiet übernahm U 306 am 23. Juli Treibstoff vom U-Hilfs-Tanker U 155, der zuvor einige Boote der Gruppe Monsun versorgt hatte. Beide Boote kehrten am 11. August gemeinsam zum Stützpunkt in Lorient zurück.

### Versenkung
Am 14. Oktober 1943 lief U 306 von Brest aus zu seiner letzten Unternehmung aus.  Das Boot wurde der U-Bootgruppe Schill zugeteilt, die in drei Suchstreifen zwischen den Azoren und der portugiesischen Küste aufgestellt wurde, und Jagd auf alliierte Geleitzüge machte. Bei dem Angriff auf die Konvois SL 138 und MKS 28 wurde U 306 von der HMS Whitehall, ein Zerstörer, der noch aus dem Ersten Weltkrieg stammte, und der Korvette Geranium versenkt.